# Don Quijote vender tilbage
Don Quijote vender tilbage (russisk: Дон Кихот возвращается, translit.: Don Kikhot vozvrasjjajetsja) er en russisk-bulgarsk spillefilm fra 1997 af instrueret af Vasilij Livanov.
Filmen er baseret på Miguel de Cervantes' roman Den sindrige ridder Don Quixote de la Mancha

## Medvirkende
- Armen Dzhigarkhanyan som Sancho Panza
- Vasilij Livanov som Don Quixote
- Valentin Smirnitskij som Padre Perez
- Tzvetana Maneva som Donna Teresa
- Stefan Danailov som Duke